# Riley McCusker
Riley Shannon McCusker (Danbury, 9 luglio 2001) è una ginnasta statunitense, vincitrice della medaglia d'oro con la squadra ai Campionati mondiali di Doha 2018.

## Carriera senior

### 2017
Nel 2017 fa il suo debutto senior partecipando all'American Cup, dove si piazza al quinto posto con 52,966 punti.
In aprile partecipa con gli Stati Uniti al Trofeo Città di Jesolo, dove vince la finale all around e la finale a squadre, oltre a un oro alla trave e un argento alle parallele. 
Al suo ritorno subisce un infortunio alla caviglia e uno al polso, che la costringono a sospendere i suoi allenamenti. 
A luglio partecipa agli US Classics, finendo quarta al corpo libero, ottava alle parallele e sesta alla trave.
Ad agosto partecipa ai Campionati Nazionali dove vince la medaglia di bronzo dietro a Ragan Smith e Jordan Chiles, oltre a un oro alle parallele e un argento alla trave.
A settembre subisce un altro infortunio che le impedisce di prendere parte alle Selezioni per i Mondiali.

### 2018
A luglio partecipa agli American Classics, gareggiando solo a parallele e trave, dove ottiene rispettivamente 13,500 e 14,000.  Prende poi parte agli US Classics, dove si laurea vice-campionessa statunitense dietro Simone Biles, oltre a vincere l'oro alle parallele.
In agosto partecipa ai Campionati nazionali, vincendo la medaglia di bronzo nel concorso all around, l'argento alle parallele e un altro bronzo alla trave. 
Viene poi scelta per i Campionati del mondo di Doha, in ottobre. In qualifica ottiene l'ottavo posto ma non entra nella finale all around a causa della regola del passaporto. Durante la finale a squadre gareggia alle parallele e alla trave, aiutando gli Stati Uniti a vincere la medaglia d'oro.

### 2019
A marzo partecipa alla Coppa del mondo di Birmingham, dove vince la medaglia d'argento dietro Aliya Mustafina.
A giugno viene convocata per partecipare a Giochi Panamericani a Lima. In quell'occasione vince la medaglia d'oro con la squadra, l'argento nell'all around,, l'oro alle parallele, e il bronzo alla trave.
Nella prima giornata dei Campionati nazionali conclude la gara al quarto posto; nella seconda giornata tuttavia si ritira dalla gara a causa di un dolore allo stomaco, dopo aver gareggiato a volteggio e parallele. 
A settembre deve rinunciare a prendere parte alle Selezioni per i Mondiali a causa di una rabdomiolisi.

### 2020
A febbraio viene reso noto che l'allenatrice di McCusker, Maggie Haney, è stata sospesa dalla USA Gymnastics in seguito ad accuse di abusi. 
McCusker annuncia attraverso Instagram che avrebbe proseguito i suoi allenamenti alla Arizona Sunrays, dove si allena anche Jade Carey, membro della nazionale.   
Viene poi reso noto che anche McCusker ha testimoniato contro Haney.
A novembre viene reso noto che ha denunciato le sue ex allenatrici Maggie Haney e  Victoria Levine per negligenza e aggressione. Ha dichiarato che Haney la obbligò in ripetute occasioni ad allenarsi nonostante non si fosse ancora ripresa da infortuni, in particolare con un polso infortunato nell'aprile 2017, con un tendine del ginocchio infortunato e un ischio fratturato nei mesi precedenti i mondiali del 2017, con fratture al piede nel 2018, con uno strappo al legamento sovraspinale nel 2019, e ad averla obbligata a gareggiare nell'estate del 2019 nonostante le fosse già stata diagnosticata la rabdomiolisi.

### 2021
Il 22 maggio partecipa a GK Classic, tuttavia, avendo avvertito un dolore al piede dopo aver eseguito il volteggio (ottenendo 14,400), si ritira dalla gara in via precauzionale.
Il 4 giugno partecipa alla prima giornata dei Campionati Nazionali, dove gareggia solo alle parallele a causa dell'infortunio alla caviglia subito ai Classics, ottenendo un punteggio di 14,650.  
Anche nella seconda giornata gareggia solo alle parallele, ottenendo un punteggio di 15,100 che le fa vincere la medaglia d'argento nella specialità.
Il 25 e 27 giugno partecipa ai Trials olimpici, l'ultima gara prima che venga scelta la squadra olimpica. Nella prima giornata gareggia solo alle parallele, ottenendo 14,800 punti.
Nella seconda giornata cade alle parallele e ottiene 13,566. Non viene scelta per la squadra olimpica.